# Metro (musica)
Nella teoria musicale, il metro è una struttura basata sulla ricorrenza periodica di elementi accentuativi. Tale struttura può anche essere implicita, ossia non essere esplicitata ritmicamente. Essa condiziona il nostro ascolto. Da qui deriva, ad esempio, l'effetto della sincope, frutto per l'appunto di una sfasatura tra l'elemento esplicito del ritmo e quello implicito del metro.
Nella notazione occidentale, la misura della battuta musicale costituisce un elemento metrico, benché gli studi di etnomusicologia abbiano dimostrato come il concetto di metro
vada molto ad di là di quello di battuta.
La misura ha due scopi nella musica occidentale: raggruppare una serie di tempi e rappresentare il mattone di una struttura musicale più ampia come una frase. La misura di una battuta implica la struttura dell'accentuazione delle note, ove alcune sono più accentuate di altre; il cambio di tempo cambia dunque anche il modo in cui le note sono accentate.

## Rapporto misura-tempo
A seconda del numero di tempi contenuti in ogni misura – da 2 a 7 – il metro si dirà:
- binario (2 tempi)
- ternario (3)
- quaternario (4)
- quinario (5)
- senario (6)
- settenario (7).

I metri superiori al ternario (quindi 4, 5, 6 e 7 tempi) sono considerati secondari mentre binario e ternario sono detti primari; i secondari sono considerati la somma di due o più misure primarie; un esempio comune è il metro quinario, dato dalla somma di un metro binario più uno ternario oppure di un ternario più un binario, a seconda della posizione degli accenti.

## Rapporto tempo-suddivisione
Al contrario del precedente, il rapporto tempo-suddivisione può essere solo di 1:2 o 1:3, vale a dire che, per ogni tempo, vi possono essere solo 2 o 3 suddivisioni:
- i metri semplici presentano i tempi divisi in 2 suddivisioni
- al contrario, nei metri composti i tempi sono frazionati tutti in 3 suddivisioni
- i metri àksak hanno invece tempi di lunghezza mista, quindi sia di 2 che di 3 suddivisioni.

## Rappresentazione metrica
La  rappresentazione metrica è l'indicazione di cui si serve il compositore per segnalare (1) il metro scelto e (2) la notazione adottata. Si tratta di due numeri posti uno sopra l'altro.
- graficamente i due numeri non rappresentano una frazione perché non esiste la linea del fratto: 44 e non 4/4;
- mentre il numero superiore è un numero reale, il numero sottostante simboleggia una figura musicale e si deve leggere con la frazione corrispondente (in 44 il quattro sottostante simboleggia il quarto o semiminima).

### Numero superiore
Il numero superiore indica il numero di movimenti o di suddivisioni o pulsazioni all'interno di ogni misura.
- Nelle misure semplici, indica i movimenti.
- Nelle misure composte e àksak indica le suddivisioni.

### Numero inferiore
Il numero inferiore può indicare l'unità di tempo o l'unità di suddivisione di quel metro, vale a dire la figura scelta per rappresentare la singola pulsazione nella serie dei tempi o in quella delle suddivisioni. L'una o l'altra possibilità è legata al metro da rappresentare:
- se si tratta di un metro semplice, indica l'unità di tempo
- nelle misure composte e àksak indica l'unità di suddivisione.

Il numero utilizzato è convenzionalmente legato ad una figura musicale:
- 1  = semibreve o intero
- 2  = minima o mezzo
- 4  = semiminima o quarto
- 8  = croma o ottavo
- 16 = semicroma o sedicesimo
- 32 = biscroma o trentaduesimo
- 64 = semibiscroma o sessantaquattresimo

Vediamo qualche esempio di rappresentazione metrica:
- 44 (o ) = misura quaternaria semplice con unità di tempo
- 28 = misura binaria semplice con unità di tempo
- 616 = misura binaria composta con unità di suddivisione

### Numeri inferiori "irrazionali"
In alcuni casi il numero inferiore può venire espresso mediante un numero non potenza di due. Si parla allora di "metri irrazionali". Esempi sono: "Fabric" di Henry Cowell, in cui esso varia tra i numeri 1 e 9; "Traced Overhead" di Thomas Adès che usa, oltre a quelli tradizionali, metri come 26, 914 e 524.
Si tratta di rappresentazioni che esprimono la divisione dell'intero (semibreve) in parti uguali. Per esempio, se in un normale 44 abbiamo la semibreve divisa in 4 semiminime, in un 43, la semibreve sarà divisa in tre semiminime, senza necessità di utilizzare indicazioni di gruppo irregolare. 
Questa scrittura è utile solamente quando viene seguita da altre misure di diverso tipo. Un pezzo scritto interamente in 43, invece, risulta di più facile lettura se scritto in 44.
Il termine irrazionale non è riferito allo stesso significato che ha in matematica, dove si indica con tale dicitura un numero non esprimibile come frazione. Qui indichiamo semplicemente misure fuori dalla comune divisione musicale, anche se uno dei  "Studies for Player Piano" di Conlon Nancarrow è in √421.

## Nella pratica del solfeggio
Nel solfeggio, il tempo indicato all'inizio del brano ci dà suggerimenti circa il metro del brano e il modo di renderlo nella pratica. La cadenza del tempo viene così definita grazie a un battito della mano (chiamato movimento). Ogni movimento è a sua volta frazionato in due o tre parti uguali, chiamate suddivisioni. Occorre distinguere due casi importanti:

### Tempi semplici
Nei tempi semplici, ogni movimento della mano è formato da due suddivisioni, dette rispettivamente battere e levare. Un brano è in tempo semplice quando è introdotto dai numeri superiori 2, 3, 4, dando origine, così, a una misura binaria, ternaria, quaternaria (sempre semplice).
Il numero sottostante rappresenta la figura-base su cui si impianta il brano e grazie alla quale si distribuiscono gli accenti: per cui, un "2" indica che la figura di riferimento è la nota da un mezzo (la minima); allo stesso modo, un 4 designa una nota da un quarto (semiminima), e così via. Esso indica, inoltre, il valore della nota che corrisponde  a un movimento della mano: ancora, con un 2, un movimento corrisponderà a una nota da un mezzo, mentre con un 4, corrisponderà a una semiminima. 

### Tempi composti
I tempi composti si distinguono con un numero multiplo di 3 secondo il 2, 3, 4: abbiamo quindi i numeri 6, 9, 12, che danno origine rispettivamente a misure binarie, ternarie, quaternarie. Un movimento della mano è formato non più da due, ma da tre suddivisioni uguali (una in battere e due in levare).
Il numero inferiore indica sempre il valore della nota di base, secondo le stesse regole già espresse per i tempi semplici.
A ogni suddivisione corrisponde una nota-base.

### Tempi misti
Un tempo misto è un tempo che comprende sia movimenti semplici che composti come 58, 78.
Ogni tempo semplice ha il suo tempo composto corrispondente e viceversa. i tempi si dicono corrispondenti, in quanto conservano lo stesso valore delle figure occorrenti alla formazione delle suddivisioni.

## Considerazioni storiche
La musica classica ha utilizzato, soprattutto nei primi secoli della polifonia (1300-1500), una enorme varietà di metri. In seguito si assistette ad un certo livellamento, ma a partire dal XX secolo i compositori iniziarono ad usare regolarmente metri meno regolari come i 54 o il 78. Esempi di uso di questi metri si possono trovare già nel secolo precedente, soprattutto nella musica slava, come nel secondo movimento della Sesta Sinfonia di Pëtr Il'ič Čajkovskij, scritto interamente in 54.
Nel XX secolo è diventato abbastanza comune cambiare il metro frequentemente durante il brano. Ne La sagra della primavera di Igor' Fëdorovič Stravinskij vi è un continuo susseguirsi di oscillazioni metriche e nel finale l'alternarsi di metri simmetrici e asimmetrici, unitamente agli spostamenti degli accenti, sono un esempio estremo di tale pratica. Da allora in poi l'uso di ritmi asimmetrici, dove ogni battuta è di una lunghezza diversa, divenne sempre più comune: questi metri includono i ritmi in quintuple come anche altri costrutti più complessi quali 2+5+34, ove ogni misura ha un gruppo di due battute seguito da uno di 5 e da uno di 3, accentuando l'inizio di ogni unità (i già citati metri àksak). Ci sono metri simili usati in svariate musiche etniche. Alcuni tipi di musica non hanno proprio metro (free time) come la musica basata sui bordoni; ad esempio La Monte Young costruisce dei ritmi talmente complessi che l'elemento metrica è oscurato. Altrettanto può accadere nel serialismo o in musiche basate su ritmi additivi, come certi brani di Philip Glass.
Metri composti sono impiegati regolarmente anche nel jazz, come in Take Five del sassofonista Paul Desmond componente del Dave Brubeck quartet, scritto in 54.
Gran parte della musica pop è scritta in 44, anche se abbastanza spesso può essere in 22 (o come detto nel gergo musicale "tempo tagliato" perché rappresentato dal simbolo ) come nella bossa nova.
Il Doo-wop e anche altri stili del rock sono spesso in 128, o possono essere interpretati come se fossero in 44 con un grande swing. A partire dagli anni settanta alcuni gruppi rock hanno introdotto i cosiddetti "tempi dispari" (ad esempio Money dei Pink Floyd è in 74), nondimeno è necessario citare gruppi Progressive metal come i Dream Theater che fanno dell'uso dei tempi dispari il tratto distintivo dei loro brani. Vedasi, ad esempio, pezzi come A Change of Seasons in cui si possono ascoltare parti scritte in 54, in 74, in 78 o addirittura una scala suonata in 1716.  Un altro esempio è la complessità delle composizioni di Frank Zappa, grande utilizzatore di metri non convenzionali. Anche oggi il rock progressivo fa largo uso di metri diversi dal 44. Esempio degno di nota è rappresentato dalle composizioni dei King Crimson o dei Genesis dei primi anni settanta. Anche qui possiamo ascoltare tempi composti in brani come Firth of Fifth o Dancing with the Moonlit Knight (rispettivamente 1316 e 34).
Il metro è spesso associato ad un pattern ritmico per produrre un certo stile. Questo è particolarmente vero per la musica da ballo come nel valzer o nel tango, che hanno pattern particolari di accenti sulle battute che le rendono immediatamente riconoscibili.
L'uso simultaneo o sincronico di due o più metri è chiamato polimetria (vedi pure Poliritmia). Esempi di questa pratica possono essere trovati nel quartetto per archi n. 2 di Béla Bartók.